# Marielle Martinsen
Marielle Elisabeth Mathisen Martinsen (* 14. Februar 1995) ist eine norwegische Handballspielerin, die dem Kader der norwegischen Beachhandballnationalmannschaft angehört.

## Karriere
Marielle Martinsen begann das Handballspielen bei Haugsbygd IF. Ab 2010 spielte die Rückraumspielerin für Hønefoss SK. In der Saison 2012/13 gab sie für Hønefoss ihr Debüt in der 1. divisjon, die zweithöchste norwegische Spielklasse. Im Jahre 2014 schloss sie sich Njård IF an. 2016 fusionierte die Elitemannschaften von Njård IF und Ullern IF zu Aker Topphåndball, für den sie fortan auflief. Mit Aker stieg sie 2019 in die höchste norwegische Spielklasse auf. Im Sommer 2020 wechselte sie zum dänischen Verein Aarhus United. Seit der Saison 2023/24 steht sie beim dänischen Erstligisten Viborg HK unter Vertrag.
Martinsen bestritt im April 2014 bei einem Qualifikationsturnier zur U-20-Weltmeisterschaft 2014 ihre drei einzigen Länderspiele für die norwegische Juniorinnennationalmannschaft. Zu den drei Siegen gegen die tschechische, die türkische sowie die israelitische Auswahlmannschaft steuerte sie fünf Treffer bei. Martinsen läuft seit 2017 für die norwegischen Beachhandballnationalmannschaft auf. Bei der Beachhandball-Europameisterschaft 2017 gewann sie mit der norwegischen Auswahl die Goldmedaille. Im selben Jahr nahm sie an den World Games teil. Ein Jahr später stand sie im Finale der Beachhandball-Weltmeisterschaft, das Norwegen im Shootout gegen Griechenland verlor. Bei der Beachhandball Euro 2019, das Norwegen mit dem sechsten Platz abschloss, wurde Martinsen zum MVP gekürt und das All-Star-Team aufgenommen. Bei der Beachhandball Euro 2021 wurde Martinsen mit 143 Punkten Top-Scorerin des Turniers. Ein Jahr später erzielte Martinsen mit 152 Punkten die zweitmeisten Punkte bei der Beachhandball-Weltmeisterschaft 2022. Im selben Jahr gewann sie die Silbermedaille bei den World Games. Zusätzlich wurde sie in das All-Star-Team gewählt.